# Atomic Roooster
Atomic Roooster (sic) je debutové studiové album skupiny Atomic Rooster. Album poprvé vyšlo v roce 1970 u B & C Records.

## Seznam skladeb
| Strana 1 | Strana 1         | Strana 1              | Strana 1 |
| Pořadí   | Název            | Autor                 | Délka    |
| -------- | ---------------- | --------------------- | -------- |
| 1.       | Friday the 13th  | Crane                 | 3:31     |
| 2.       | And So to Bed    | Crane                 | 4:09     |
| 3.       | Winter           | Crane                 | 6:53     |
| 4.       | Decline and Fall | Crane, Graham, Palmer | 5:45     |

| Strana 2 | Strana 2                              | Strana 2                   | Strana 2 |
| Pořadí   | Název                                 | Autor                      | Délka    |
| -------- | ------------------------------------- | -------------------------- | -------- |
| 1.       | Banstead                              | Crane, Graham, Palmer      | 3:29     |
| 2.       | S.L.Y.                                | Crane                      | 4:43     |
| 3.       | Broken Wings                          | John Jerome, Bernhard Grun | 5:47     |
| 4.       | Before Tomorrow“ nebo také „Shabooloo | Crane                      | 5:52     |

## Sestava
- Vincent Crane - Hammondovy varhany, piáno, doprovodný zpěv
- Carl Palmer - bicí, perkuse
- Nick Graham - baskytara, flétna, zpěv
- John Du Cann - kytara, zpěv